# Авиационная вакуумная бомба повышенной мощности
ОДАБ-9000, Авиационная вакуумная бомба повышенной мощности (АВБПМ) — неофициальное и технически некорректное обозначение российской авиационной бомбы объёмного взрыва. Другое неофициальное название — «Папа всех бомб» — отсылает к прозвищу американской GBU-43/B «Мама всех бомб» (бэкроним Mother Of All Bombs от оригинального Massive Ordnance Air Blast — авиационный боеприпас крупного калибра), находящейся на вооружении американских ВВС и считавшейся ранее очень мощным неядерным боеприпасом.
По утверждениям СМИ, считается самым мощным неядерным боеприпасом в мире. По сравнению с американским аналогом российская бомба меньше весом, но из-за использования нанотехнологий мощнее в 4 раза и способна единовременно поразить в 20 раз большую площадь — 180 кварталов против 9 у MOAB/B.
Из-за секретности настоящее обозначение боеприпаса неизвестно, как неизвестны ни разработчик с производителем, ни количество выпущенных единиц. Нет данных, что какой-либо из стоящих на вооружении ВВС России бомбардировщиков Ту-160 дорабатывался под применение этого боеприпаса.

## История

Взрыв АВБПМ (Кадр с Первого канала)

Единственным известным свидетельством о новом боеприпасе является показанный по российскому телевидению ролик об испытании авиабомбы, которое было проведено вечером 11 сентября 2007 года. Согласно ролику, бомба была сброшена на парашюте с бомбардировщика Ту-160 и успешно взорвалась.

Результаты испытаний созданного авиационного боеприпаса показали, что он по своей эффективности и возможностям соизмерим с ядерным боеприпасом, в то же время, я хочу это особо подчеркнуть, действие этого боеприпаса абсолютно не загрязняет окружающую среду по сравнению с ядерным боеприпасом.
— И. о. начальника Генерального штаба ВС России Александр Рукшин
По словам начальника управления 30 ЦНИИ Минобороны Российской Федерации (Минобороны России) Юрия Балыко, высокая площадь поражения позволяет снизить стоимость боеприпаса за счёт снижения требований к точности попадания. Однако, как заявил генерал армии Анатолий Корнуков, пока из средств доставки боеприпаса можно использовать только самолёт. Ракет, способных нести подобный заряд, пока не существует, а для их создания необходимо уменьшить массу бомбы.
Однако показанный по телевидению видеосюжет заставил усомниться некоторых экспертов в достоверности происшедшего. Немецкое издание Deutsche Welle произвело анализ показанного видеоролика, заострив внимание на ряде моментов. Так, вначале показывают бомбардировщик Ту-160 с открытыми створками бомболюка, потом с другого ракурса отдельно сбрасываемый на парашюте боеприпас. Далее показан наземный взрыв, хотя утверждается, что подрыв происходит в воздухе. Кроме того, детонация происходит на открытом пространстве, однако несколько секунд спустя демонстрируются разрушенные здания и техника. На основе всего этого, в заключении, делается вывод:

…отдельные эпизоды репортажа плохо стыкуются между собой и, следовательно, не могут служить подтверждением текста, идущего за кадром. Они лишь внушают зрителю, что испытания имели место, однако не демонстрируют их.
При этом не отрицаются возможности России по созданию боеприпасов более мощных, чем MOAB.

## Технические характеристики
Сравнение бомб МОАВ (США) и АВБПМ (Россия)
|                                      | МОАВ | АВБПМ |
| ------------------------------------ | ---- | ----- |
| Масса взрывчатого вещества, кг       | 8200 | 7100  |
| Тротиловый эквивалент, тонн          | 11   | 44    |
| Радиус гарантированного поражения, м | 150  | 300   |

Кроме того, температура в центре взрыва российской АВБПМ в 2 раза выше, чем у MOAB, радиус поражения также больше в 2 раза. В пересчёте на массу заряда мощность применённого взрывчатого вещества (ВВ) превышает мощность тротила в 6,2 раза (1,34 раза для MOAB).
АВБПМ сопоставима по разрушительной силе взрыва с тактическим ядерным оружием — например, одно из наименее мощных ядерных устройств «Davy Crockett» имело тротиловый эквивалент около 10-20 тонн (очень близко к наименьшей мощности для ядерной бомбы). Мощность АВБПМ, однако, составляет лишь около 0,3 % от мощности бомбы «Малыш», сброшенной на Хиросиму.
| Расстояние от эпицентра взрыва, м | Последствия |
| --------------------------------- | --- |
| до 90                             | Полные разрушения укреплённых конструкций[неизвестный термин].                                                                       |
| до 170                            | Практически полное разрушение высокоукреплённых железобетонных конструкций. Полное разрушение неукреплённых конструкций (жилые дома) |
| до 300                            | Практически полное разрушение неукреплённых конструкций. Частичное разрушение укреплённых конструкций                                |
| до 440                            | Частичное разрушение неукреплённых конструкций                                                                                       |
| до 1 120                          | Ударная волна разбивает стеклянные конструкции[уточнить]                                                                             |
| до 2 290                          | Ударная волна может сбить человека с ног                                                                                             |

## Общественный резонанс
В НАТО никак не прокомментировали проведённые Россией испытания. Официальный представитель НАТО Джеймс Аппатурай 12 сентября 2007 года на вопрос журналистов о «Папе всех бомб» ответил: «У меня нет комментариев на этот счёт. У каждой страны есть свои вооружённые силы, свои программы по развитию вооружений». А 18 сентября на брифинге в Белом доме пресс-секретарь президента США Джорджа Буша Дана Перино вовсе заявила, что впервые слышит о новой российской бомбе.
Британская газета The Daily Telegraph назвала испытания «жестом воинственного неповиновения в адрес Запада» и «новым доказательством того факта, что Вооружённые Силы Российской Федерации восстановили свои позиции в технологическом отношении», а также провела связь между ними, «воинственной кремлёвской риторикой» и возобновлением на постоянной основе полётов российской стратегической авиации. Газета The Guardian предположила, что испытания являются «ещё одним ответом на планы администрации Буша по размещению элементов американской системы ПРО в Центральной Европе», а также отметила, что они пришлись на «период роста напряжённости в отношениях между Россией и Западом».